# Isoetes anatolica
Isoetes anatolica är en kärlväxtart som beskrevs av Prada och Rolleri. Isoetes anatolica ingår i släktet braxengräs, och familjen Isoetaceae. Inga underarter finns listade i Catalogue of Life.